# 繋年
『繋年』（けいねん）は、清華大学蔵「清華簡」から発見され整理された、周代の歴史を記録した歴史書である。中国古代の歴史文化を研究する上で非常に重要な価値がある。

## 概要
『繋年』に記された出来事から、研究者は楚の粛王の頃に作られたと推定しており、成書時期は『竹書紀年』より早い。『繋年』は計138枚の竹簡で、一部に損傷は有るものの保存状態は概ね良好である。全篇は23章に分かれ、西周初期から戦国前期までの歴史を概述している。そのうち1-4章は西周の勃興から滅亡まで、武王の克殷・周公の東征、西周が滅亡し、平王が東遷する過程、晋・鄭・楚・秦・衛などの諸侯国の興起を説明する。5-19章は春秋・戦国時代の歴史、20-23章は戦国時代初期の内容で、下限は戦国中期の楚の粛王の時期である。
『繋年』の目的は当時の諸国の状況の起源と発展を講述することである。とりわけ、戦国時代前期の歴史に関する章は、記載のある重大な出来事の多くが伝世文献に記載がなく、古代史の空白を埋めている。文献中の記載の多くは『春秋左氏伝』・『国語』・『史記』などの関連文献と対照でき、伝世文献の記載を補足・訂正することで、歴史学と経学で長く論争の的となっていた、周代の「三監」・「共和執政」の正確な意味、平王の東遷、秦人の起源などの重要な問題の一部を解決できる。
『繋年』の文献の性質について、学界では論争が続いており、今なお定説がなく、「繋年」も暫定的な名称に過ぎない。宋鎮豪は楚の史官が作った、重要な出来事を紀年する意義をそなえた歴史書であると考えている。エドワード・ルイス・ショーネシーは、中国古代には主に二種類の紀年形式の史書があり、一つは一国の歴史を編年したもの、もう一つは複数の国を総合し比較した編年体で、『繋年』は後者に含まれると考えている。胡平生は、『繋年』はおそらく一部の関連史料を抜粋したもので、周の史官かその他の紀年のある史官の記録から、楚の史官が楚か、楚と晋に関連する材料を整理・編纂して成立したもので、単独で成った文献ではないと考えている。
2011年12月19日、『繋年』全23章が収録された『清華大学蔵戦国竹簡(貮)』が出版された。

### 原文・読み下し・現代語訳
- 小寺敦「清華簡『繫年』譯注・解題」『東洋文化研究所紀要』第170巻、東京大学東洋文化研究所、2016年12月、135-420頁、CRID 1390009224624287744、doi:10.15083/00026801、ISSN 05638089。

### ニュース
- 清华大学举行“清华简国际学术研讨会”
- 清华大学古文字学家：秦人始源从中国东部而来 アーカイブ 2016年3月5日 - ウェイバックマシン
- 清华简”解密:秦人最早居住在今甘肃甘谷西南 アーカイブ 2016年3月5日 - ウェイバックマシン
- 文化掠影:周初秦人居住于甘肃甘谷县西南朱圉山地区
- 清华简整理重见先秦史书 或证秦人始源并非西方[リンク切れ]
- 清华简关于秦人始源的重要发现：并非来自西方 アーカイブ 2011年10月4日 - ウェイバックマシン
- “清华简”《系年》正式出版　或将订正《史记》等典籍[リンク切れ]
- 对《史记》等典籍或有重大订正作用的历史著作重新面世[リンク切れ]
- 清华简《系年》或有助填补周代研究空白
- 历史著作《系年》面世
- 清华简中发现珍贵史书《系年》
- “清华简”第二批成果发布
- 清华简真伪之争 アーカイブ 2013年6月14日 - ウェイバックマシン
- 武大教授罗运环：清华简揭示楚国名称由来

### 研究
- 尤鋭：〈從《繫年》虚詞的用法重審其文本的可靠性 アーカイブ 2017年11月7日 - ウェイバックマシン〉。
- 李学勤：〈清华简《系年》及有关古史问题 アーカイブ 2018年3月3日 - ウェイバックマシン〉。
- 清華簡《繫年》週年綜述 アーカイブ 2014年7月14日 - ウェイバックマシン
- 清华简《系年》与吴人入郢新探
- 孟蓬生：清華簡《繫年》初札（二則） アーカイブ 2016年3月27日 - ウェイバックマシン
- 袁金平：利用清華簡《繫年》校正《國語》韋注一例 アーカイブ 2016年3月4日 - ウェイバックマシン
- 虞同：讀《繫年》劄記（一） アーカイブ 2016年3月4日 - ウェイバックマシン
- 清華讀書會：《清華大學藏戰國竹簡》（貳）研讀劄記（一） アーカイブ 2016年3月4日 - ウェイバックマシン
- 魏宜輝：釋清華簡《繫年》簡93之“辶彖”字 アーカイブ 2016年3月4日 - ウェイバックマシン
- 讀書會：《清華（貳）》討論記錄  アーカイブ 2016年3月4日 - ウェイバックマシン
- 董珊：清華簡《繫年》所見的“衛叔封”（修訂稿） アーカイブ 2013年12月27日 - ウェイバックマシン
- 董珊：從出土文獻談曾分爲三  アーカイブ 2013年12月27日 - ウェイバックマシン
- 董珊：讀清華簡《繫年》  アーカイブ 2013年12月27日 - ウェイバックマシン
- 陶金：由《繫年》談衛文公事跡  アーカイブ 2016年3月4日 - ウェイバックマシン
- 清華讀書會：《清華大學藏戰國竹簡》（貳）研讀劄記（二） アーカイブ 2012年1月21日 - ウェイバックマシン
- 蘇建洲：利用《清華簡（貳）》考釋金文一則 アーカイブ 2016年3月4日 - ウェイバックマシン
- 董珊：讀清華簡《繫年》（續） アーカイブ 2016年3月4日 - ウェイバックマシン
- 小狐：讀《繫年》臆札 アーカイブ 2019年6月4日 - ウェイバックマシン
- 读《系年》札记（修订）（李锐）
- 读《系年》札记（二） （李锐）
- 清华简《系年》1～4章解析（子居）
- 清华简《系年》5～7章解析（子居）
- 陳  偉:讀清華簡《系年》札記（一） アーカイブ 2016年3月4日 - ウェイバックマシン
- 何有祖:讀《清華大學藏戰國竹簡（貳）》札記 アーカイブ 2016年3月4日 - ウェイバックマシン
- 宋華强:清華簡《繫年》奚齊之“奚”的字形
- 陳  偉:讀清華簡《系年》札記（二） アーカイブ 2016年3月4日 - ウェイバックマシン
- 宋華强:清華簡《繫年》“纂伐”之“纂” アーカイブ 2016年3月4日 - ウェイバックマシン
- 宋華强:清華簡《繫年》93號讀爲“隨”之字 アーカイブ 2016年3月4日 - ウェイバックマシン
- 伊  強:清華簡《繫年》中的“復仇”考 アーカイブ 2016年3月4日 - ウェイバックマシン
- 黃錫全:清華簡《系年》“从門从戈”字簡議
- 陳  偉:讀清華簡《系年》札記（三） アーカイブ 2016年3月4日 - ウェイバックマシン
- 黃  傑:據清華簡《繫年》釋讀楚簡二則 アーカイブ 2016年3月4日 - ウェイバックマシン
- 華東師範大學中文系戰國簡讀書小組:讀《清華大學藏戰國竹簡（貳）․繫年》書後（一） アーカイブ 2012年1月27日 - ウェイバックマシン
- 華東師範大學中文系戰國簡讀書小組:讀《清華大學藏戰國竹簡（貳）․繫年》書後（二） アーカイブ 2012年1月27日 - ウェイバックマシン
- 華東師範大學中文系戰國簡讀書小組:讀《清華大學藏戰國竹簡（貳）․繫年》書後（三） アーカイブ 2012年1月27日 - ウェイバックマシン
- 武家璧:清華簡《繫年》“幝幕” アーカイブ 2016年3月4日 - ウェイバックマシン
- 曹方向:小議清華簡《繫年》及郭店簡中的“京”字 アーカイブ 2016年3月4日 - ウェイバックマシン
- 楊  坤:由清華竹書《系年》反思子犯編鐘“西之六師” アーカイブ 2016年3月4日 - ウェイバックマシン
- 顏世鉉:說清華竹書《繫年》中的兩個“保”字 アーカイブ 2016年3月4日 - ウェイバックマシン
- 顏世鉉:清華竹書《繫年》“射于楚軍之門”試解 アーカイブ 2016年3月4日 - ウェイバックマシン
- 关于中国早期文献的一个假设
- 解读清华简：从《系年》看《纪年》
- 也說《清華簡·繫年》的“周亡王九年” アーカイブ 2016年3月4日 - ウェイバックマシン
- 讀《繫年》劄記三則 アーカイブ 2016年3月4日 - ウェイバックマシン
- 清華簡《繫年》所見越國史新史料  アーカイブ 2015年7月11日 - ウェイバックマシン
- 由清华簡《繫年》谈洹子孟姜壺相關問題 アーカイブ 2016年3月4日 - ウェイバックマシン
- 清華簡《繫年》读札之“息息侯” アーカイブ 2015年7月10日 - ウェイバックマシン
- 略說清華簡《繫年》的“烝”
- 清華竹書《系年》“錄子”附麗 アーカイブ 2016年3月4日 - ウェイバックマシン
- 試談《繫年》中厥貉之會與晉吳伐楚的紀年 アーカイブ 2016年3月4日 - ウェイバックマシン